# Problepsis deparcata
Problepsis deparcata là một loài bướm đêm trong họ Geometridae.